# Liste d'enclaves et d'exclaves intérieures des États-Unis
Cette liste recense les enclaves et exclaves intérieures des États-Unis.
En géographie politique, une enclave est un territoire totalement entouré par un autre territoire ; une exclave est un territoire qui n'est pas connexe au reste du territoire auquel il est politiquement rattaché.

## Liste

### Alaska
En Alaska :
- Le borough non organisé est séparé en plusieurs sections.
- La communauté de Klukwan est entourée par le borough de Haines, mais fait partie de la région de recensement de Skagway-Hoonah-Angoon (elle-même membre du borough non organisé).

### Arizona
- En Arizona:
  - La réserve Hopi (en) est entourée par la réserve Navajo.
  - South Tucson est enclavée dans Tucson.

### Arkansas
En Arkansas :
- Cammack Village est enclavée dans Little Rock.

### Californie
En Californie:
- En 1956, Newark se retire de l'incorporation des communautés du township de Washington dans la ville de Fremont ; elle est désormais enclavée dans Fremont.
- Piedmont s'incorpore en 1907 pour éviter son annexion par Oakland qui l'entoure depuis.
- Los Angeles compte plusieurs villes enclavées dans son territoire :
  - San Fernando
  - Beverly Hills et West Hollywood
  - Culver City et la communauté non-incorporée de Ladera Heights
  - Santa Monica est bordée par l'océan Pacifique sur un côté mais est entourée par Los Angeles sur tous les autres
- Signal Hill est enclavée dans Long Beach.
- Villa Park est enclavée dans Orange.

### Colorado
Au Colorado :
- - Le comté d'Arapahoe comporte deux exclaves dans Denver, dont la ville de Glendale.
  - Les comtés de Boulder et Weld ont chacun une exclave dans Broomfield ; Broomfield possède à son tour une exclave dans le comté de Boulder.

### Dakota du Nord
Au Dakota du Nord :
- Prairie Rose est enclavée dans Fargo.

### Dakota du Sud
Au Dakota du Sud :
- La réserve indienne de Rosebud comporte de nombreuses petites exclaves.

### Floride
Au Floride :
- Baldwin est enclavée dans Jacksonville.
- Lazy Lake est enclavée dans Wilton Manors.

### Géorgie
En Géorgie :
- Le comté de Bibb possède une exclave dans le comté de Monroe. Cette frontière est contestée.
- Payne (en) est enclavée dans Macon
- Remerton est enclavée dans Valdosta.

### Idaho
Dans l'Idaho :
- Garden City est enclavée dans Boise.

### Illinois
Dans l'Illinois :
- Norridge et Harwood Heights forment ensemble une enclave dans Chicago.

### Indiana
Dans l'Indiana :
- Après la création d'Unigov (en) (gouvernement fusionné d'Indianapolis et du comté de Marion) en 1970, trois des quatre communautés n'ayant pas fusionné complètement avec Indianapolis – Beech Grove, Southport et Speedway – en sont devenues des enclaves.

### Iowa
Dans l'Iowa :
- University Heights est enclavée dans Iowa City.

### Kansas
Au Kansas :
- Eastborough est enclavée dans Wichita.

### Kentucky
Au Kentucky :
- La partie la plus occidentale du comté de Fulton est un terrain connu sous le nom de Kentucky Bend (en), situé dans un méandre du Mississippi et détaché de l'État, entouré par le Tennessee et le Missouri ; la seule route y conduisant se dirige vers le sud vers le Tennessee. Cette exclave existe car le Mississippi, qui forme la frontière entre le Missouri (rive droite) et le Kentucky et le Tennessee (rive gauche), traverse trois fois la latitude 36° 30', qui définit la frontière entre le Kentucky et le Tennessee à cet endroit.
- À la suite de la fusion des gouvernements de Louisville et du comté de Jefferson en 2003, un grand nombre d'enclaves sont créées, les autres villes incorporées du comté conservant leur statut de villes indépendantes[1] :
  - Les enclaves suivantes existaient avant la fusion : Audubon Park, Meadowview Estates, Parkway Village, Seneca Gardens, Wellington et la combinaison de Kingsley, Strathmoor Manor et Strathmoor Village.
  - La fusion a créé les enclaves suivantes :
    - Enclaves individuelles : Creekside, Fincastle, Glenview Hills, Hickory Hill, Hills and Dales, Hollow Creek, Hollyvilla, Lynnview, Minor Lane Heights, Shively, South Park View, Spring Mill et Thornhill.
    - Combinaison de Cambridge, Houston Acres, Lincolnshire et St. Regis Park.
    - Combinaison de Poplar Hills, Watterson Park et West Buechel.
    - Combinaison d'Anchorage, Bancroft, Barbourmeade, Beechwood Village, Bellemeade, Bellewood, Blue Ridge Manor, Briarwood, Broeck Pointe, Brownsboro Farm, Brownsboro Village, Crossgate, Douglass Hills, Druid Hills, Forest Hills, Glenview, Glenview Manor, Goose Creek, Graymoor-Devondale, Jeffersontown, Hurstbourne, Hurstbourne Acres, Indian Hills, Langdon Place, Lyndon, Manor Creek, Maryhill Estates, Meadow Vale, Meadowbrook Farm, Middletown, Mockingbird Valley, Moorland, Murray Hill, Norbourne Estates, Northfield, Norwood, Old Brownsboro Place, Plantation, Richlawn, Riverwood, Rolling Fields, Rolling Hills, Saint Matthews, Spring Valley, Sycamore, Ten Broeck, Westwood (en), Wildwood, Windy Hills, Woodland Hills et Woodlawn Park.
- Trois autres villes sont enclavées dans d'autres villes que Louisville :
  - Norbourne Estates et Richlawn dans Saint Matthews
  - Woodland Hills dans Middletown.

### Louisiane
En Louisiane :
- Une partie de la paroisse de Saint-Martin est séparée par la paroisse de l'Ibérie
- Une partie de la paroisse de Feliciana Ouest est séparée par la paroisse de Concordia.
- Une partie de la paroisse de Madison est séparée par le comté de Warren au Mississippi.

### Massachusetts
Au Massachusetts :
- Le comté de Norfolk possède deux exclaves : Brookline entre les comtés de Middlesex et Suffolk, et Cohasset sur la côte du comté de Plymouth.

### Michigan
Au Michigan :
- Center Line est enclavée dans Warren.
- Highland Park et Hamtramck sont limitrophes, mais sont toutes les deux entourées par Detroit.
- Lathrup Village est enclavée dans Southfield.
- Dans le comté de Houghton :
  - Houghton divise les townships de Portage (en) et Adams (en) en deux sections.
  - Hancock divise le township de Quincy (en) en deux.
- Dans le comté de Wayne, le township de Brownstown est séparé en trois parties. Les deux parties les plus petites sont séparées de la portion principale par Woodhaven.

### Minnesota
Au Minnesota :
- Centerville est enclavée dans Lino Lakes
- Hilltop est enclavée dans Columbia Heights.
- Willernie est enclavée dans Mahtomedi.
- Loretto est enclavée dans Medina.
- La réserve indienne de Red Lake possède une grande exclave bordant le Canada (qui elle-même contient des enclaves de territoires n'en faisant pas partie) ainsi que de nombreuses autres petites exclaves.

### Missouri
Dans le Missouri :
- Gladstone et North Kansas City sont enclavées dans Kansas City.

### Montana
Au Montana :
- À la suite de la fusion des gouvernements de Butte et du comté de Silver Bow en 1977, Walkerville a voté contre les rejoindre, devenant une enclave.

### New Jersey
Dans le New Jersey :
- Les localités suivantes sont enclavées :
  - Alpha dans le township de Pohatcong (en)
  - Branchville dans le township de Frankford (en)
  - Le borough de Chester dans le township de Chester
  - Englishtown dans le township de Manalapan (en)
  - Farmingdale dans le township de Howell
  - Fieldsboro dans le township de Bordentown (en)
  - Flemington dans le township de Raritan
  - Le borough de Freehold dans le township de Freehold (en)
  - Hightstown dans le township d'East Windsor
  - Hopewell dans le township de Hopewell
  - Jamesburg dans le township de Monroe
  - Lakehurst dans le township de Manchester
  - Lavallette dans le township de Toms River
  - Lebanon dans le township de Clinton
  - Medford Lakes dans Medford
  - Metuchen dans Edison Township
  - Morristown dans le township de Morris
  - Ocean Gate dans le township de Berkeley
  - Pemberton dans le township de Pemberton (en)
  - Pennington dans le township de Hopewell
  - Sussex dans le township de Wantage (en)
  - Swedesboro dans le township de Woolwich (en)
  - Tuckerton dans le township de Little Egg Harbor
  - Washington dans le township de Washington (en)
  - Woodstown dans le township de Pilesgrove (en)
- Le township d'Aberdeen est divisé en deux.
- Le township d'Egg Harbor est partagé en trois.
- Le township de Haddon est divisé en trois parties, deux étant jointes en un quadripoint.
- Le township de Middletown possède une exclave dans Keansburg.
- Randolph possède une petite exclave
- Le township de Rockaway comporte une petite portion qui n'est jointe que par un quadripoint.
- South Hackensack est divisée en trois
- Wrightstown possède deux sections.

### New York
Dans l'État de New York:
- L'État possède deux exclaves dans le New Jersey : seules les zones au-dessus de l'eau de Liberty Island et les 1,33 ha originaux d'Ellis Island (existant avant l'agrandissement artificiel de l'île) font partie du comté de New York, entourée par le Jersey City[2],[3].
- La ville de Rye possède une exclave séparée par Harrison et Rye.

### Nouveau-Mexique
Au Nouveau-Mexique :
- Le comté de Sandoval comporte une exclave. Pendant la Seconde Guerre mondiale, le comté de Los Alamos est créé à partir de portions des comtés de Sandoval et Santa Fe Counties, pour le projet Manhattan. La portion du comté de Sandoval à l'intérieur de la réserve San Ildefonso, environ 3 km2, est devenue une exclave entourée par le comté de Los Alamos County au sud-ouest, le comté de Santa Fe County à l'est et le comté de Rio Arriba au nord.

### Ohio
Dans l'Ohio :
- Dans le comté de Summit :
  - Cuyahoga Falls possède quatre petites exclaves le long de sa frontière avec Akron. Plusieurs maisons le long de Smith Road sont légalement situées à Cuyahoga Falls, tandis que leurs voisines et les terrains municipaux de chaque côté sont à Akron.
  - Le township de Bath (en) possède quatre exclaves, l'une étant enclavée dans Akron.
  - Le township de Springfield possède six exclaves, deux enclavées dans Akron.
  - Le township de Coventry (en) possède six exclaves, cinq étant enclavées en Akron. Deux se rejoignent en un quadripoint.
  - Le township de Twinsburg (en) possède sept exclaves, quatre étant enclavées dans Twinsburg.
- Dans le comté de Montgomery, :
  - L'aéroport international de Dayton est une exclave de Dayton.
  - Dayton entoure plusieurs exclaves de Trotwood et Riverside.
  - Riverside possède également plusieurs exclaves, ainsi que plusieurs parcelles reliées à la ville par une unique route.
  - Clayton possède plusieurs enclaves entourées par Englewood et une enclavée dans Union.
- Minerva Park, Bexley, Whitehall et Valleyview sont enclavées dans Columbus. Worthington et Riverlea forme ensemble une autre enclave dans Columbus.
- Norwood est enclavée dans Cincinnati. Elmwood Place et St. Bernard forment à elles-deux une autre enclave dans Cincinnati.
- Hills & Dales (en) est enclavée dans le township de Jackson (en).
- Lakemore est entourée par le township de Springfield.

### Oregon
Dans l'Oregon :
- Maywood Park est entourée par Portland.

### Pennsylvanie
En Pennsylvanie :
- Tous les comtés de l'État (à part ceux de Fulton, Philadelphie, Pike et Union) contiennent au moins une municipalité enclavée dans une autre. L'État compte au moins 338 enclaves (en)[4],[5]. Généralement, une enclave prend la forme d'un borough entourée par le township dont il faisait partie à l'origine, mais d'autres situations sont possibles (par exemple, Mount Oliver est enclavée dans Pittsburgh, Pitcairn dans Monroeville, Dale dans Johnstown et le township d'Elmhurst (en) dans le township de Roaring Brook (en)). Si les comtés urbains contiennent peu d'enclaves dues à une fragmentation municipale, les zones rurales contiennent de nombreuses municipalités enclavées, résultat de centres urbains se séparant de leur voisinage rural.
- Allentown possède une section le long de Tilghman Street enclavée dans le township de South Whitehall (en). De nombreuses entreprises, dont Wegmans, y sont installées, comme de nombreuses habitations, et payent leurs impôts au district de Parkland School.
- Springfield possède une exclave séparée Swarthmore
- Le township de Darby consiste en deux zones non-contiguës
- Une partie d'Upper Darby (en) est séparée par Aldan et Lansdowne.
- Le township d'O'Hara comprend cinq zones non-contiguës, Sharpsburg, Aspinwall et Fox Chapel les séparant.
- Le township de South Abington (en) possède une section isolée le long de Glenburn Road entourée par Clarks Summit et le township de Waverly (en).

### Tennessee
Dans le Tennessee :
- Red Bank et Ridgeside sont enclavées dans Chattanooga.

### Texas
Au Texas :
- Alamo Heights, Balcones Heights, Castle Hills, Hill Country Village, Hollywood Park, Kirby, Leon Valley, Olmos Park, Shavano Park et Terrell Hills sont enclavées dans San Antonio[6]
- Bellaire, West University Place et Southside Place forment ensemble une enclave dans Houston. Bunker Hill Village, Hedwig Village, Hilshire Village, Hunters Creek Village, Piney Point Village et Spring Valley Village en forment une autre.
- Highland Park et University Park forment une enclave dans Dallas. Cockrell Hill est également enclavée dans Dallas.
- Beverly Hills est enclavée dans Waco.
- Dalworthington Gardens et Pantego forment une enclave dans Arlington.

### Vermont
Au Vermont :
- La ville de Rutland est enclavée dans la municipalité de Rutland (en).
- La ville de Saint Albans est enclavée dans la municipalité de Saint Albans.

### Virginie
En Virginie :
- Le comté de Fairfax comporte une exclave dans la ville de Fairfax qui héberge la chambre de justice du comté ainsi que d'autres bureaux gouvernementaux.
- Le comté de Prince William comporte une exclave dans City of Manassas.
- En Virginie, toutes les municipalités incorporées comme villes sont légalement indépendantes de tout comté. 15 enclaves — 13 villes individuelles et deux paires de villes adjacentes — existent dans cet État ; certaines servent également de siège au comté qui les entoure :
  - Bedford, enclavée dans le comté de Bedford
  - Buena Vista, enclavée dans le comté de Rockbridge
  - Charlottesville, enclavée dans le comté d'Albemarle
  - Covington, enclavée dans le comté d'Alleghany
  - Emporia, enclavée dans le comté de Greensville
  - Fairfax, enclavée dans le comté de Fairfax
  - Harrisonburg, enclavée dans le comté de Rockingham
  - Lexington, enclavée dans le comté de Rockbridge
  - Manassas et Manassas Park, enclavées ensemble dans le comté de Prince William.
  - Martinsville, enclavée dans le comté de Henry
  - Norton, enclavée dans le comté de Wise
  - Roanoke et Salem, formant ensemble une enclave dans le comté de Roanoke
  - Staunton, enclavée dans le comté d'Augusta
  - Waynesboro, enclavée dans le comté d'Augusta
  - Winchester, enclavée dans le comté de Frederick

### Wisconsin
Dans le Wisconsin :
- Thiensville est enclavée dans Mequon.